# عدد مارانگونی
عدد ماراگونی(به انگلیسی: Marangoni number) یک عدد بی بعد می‌باشد که از نسبت نیروی کشش سطحی به نیروی ویسکوزیته حاصل می‌شود و موجب اثر مارانگونی در سیالات می‌شود. این عدد که با نماد {\displaystyle Mg} (یا {\displaystyle Ma})نشان داده می‌شود به افتخار دانشمند ایتالیایی کارلو مارانگونی نامگذاری شده‌است.

## رابطه
{\displaystyle \mathrm {Mg} =-{\frac {d\sigma }{dT}}{\frac {1}{\eta \alpha }}\cdot L\cdot \Delta T}
که در این رابطه:
- {\displaystyle \sigma }: کشش سطحی، (در SI با واحد: N/m)
- {\displaystyle L}: طول مشخصه، (در SI با واحد: m)
- {\displaystyle \alpha }: ضریب نفوذ گرمایی، (در SI با واحد: m²/s)
- {\displaystyle \eta }: ویسکوزیته دینامیک، (در SI با واحد: kg/s·m),
- {\displaystyle \Delta T}: اختلاف دما، (در SI با واحد: °C),